# Daniel Sharman
Daniel Andrew Sharman, född 25 april 1986 i Hackney i London, är en brittisk skådespelare. Han är mest känd från sin roll som Ares i filmen Immortals och som Isaac Lahey i TV-serien Teen Wolf.
I mars 2019 meddelades det att Sharman fick en roll i TV-serien Cursed.

## Filmografi
| År        | Titel                             | Roll                  | Noteringar    |
| --------- | --------------------------------- | --------------------- | ------------- |
| 2003      | Judge John Deed                   | Andy Dobbs            | TV-serie      |
| 2007      | Starting Over                     | Alexander Dewhurst    | TV-film       |
| 2009      | Lewis                             | Richard Scott/Shylock | TV-serie      |
| 2011      | The Last Days of Edgar Harding    | Harry                 | Film          |
| 2011      | Funny or Die's The Sexy Dark Ages | Ulric                 | Kortfilm      |
| 2011      | The Nine Lives of Chloe King      | Zane                  | TV-serie      |
| 2011      | Immortals                         | Ares                  | Film          |
| 2012–2014 | Teen Wolf                         | Isaac Lahey           | 31 avsnitt    |
| 2012      | The Collection                    | Basil                 | Film          |
| 2013      | When Calls The Heart              | Edward Montclair      | TV-film       |
| 2014      | The Originals                     | Kaleb                 | Från säsong 2 |
| 2014      | Drone                             | Matt Collier          | Kortfilm      |
| 2015      | The Beauty of Sharks              | Samuel Hamilton       | Film          |
| 2017      | Fear the Walking Dead             | Troy Otto             | TV-serie      |
| 2020      | Cursed                            | Den gråtande munken   | TV-serie      |